# Nicolai (cráter)
Nicolai es un cráter de impacto que se encuentra en el hemisferio sur de la Luna, en una región menos perturbada por impactos significativos que la mayoría de las escarpadas tierras altas. Los cráteres más cercanos son Spallanzani al sur, y el Maurolycus y Barocius, mucho más grande, al este. El cráter lleva el nombre del astrónomo alemán del siglo XIX Friedrich Bernhard Gottfried Nicolai. Tiene 42 kilómetros de diámetro y alcanza una profundidad de 1.8 kilómetros.
La pared externa de este cráter está desgastada, con numerosos pequeños cráteres situados en el borde. El más notable de estos es un cráter minúsculo situado sobre el borde norte. El cráter satélite Nicolai B está unido al exterior del borde suroeste. Las paredes interiores se inclinan hacia la plataforma central con relativa facilidad, hasta alcanzar el suelo interior plano lleno de lava. La única marca en la superficie interior es un pequeño impacto en la parte norte del cráter. Nicolai es del período Período Nectárico, que duró entre hace 3920 y 3850 millones de años.

## Cráteres satélite
Por convención estos elementos son identificados en los mapas lunares poniendo la letra en el lado del punto medio del cráter que está más cercano a Nicolai.
|         | \| Nicolai \| Coordenadas \| Diámetro \| \| ------- \| ----------------------------- \| -------- \| \| A \| 42°24′S 23°36′E / -42.4, 23.6 \| 13 km \| \| B \| 43°12′S 25°18′E / -43.2, 25.3 \| 13 km \| \| C \| 44°00′S 29°00′E / -44.0, 29.0 \| 25 km \| \| D \| 41°42′S 25°30′E / -41.7, 25.5 \| 6 km \| \| E \| 40°36′S 25°18′E / -40.6, 25.3 \| 13 km \| \| G \| 42°48′S 22°24′E / -42.8, 22.4 \| 11 km \| \| H \| 43°30′S 26°48′E / -43.5, 26.8 \| 17 km \| \| J \| 40°30′S 22°00′E / -40.5, 22.0 \| 8 km \| \| K \| 42°54′S 28°12′E / -42.9, 28.2 \| 25 km \| \| L \| 44°06′S 25°36′E / -44.1, 25.6 \| 13 km \| \| M \| 42°24′S 29°00′E / -42.4, 29.0 \| 11 km \| \| P \| 43°06′S 29°42′E / -43.1, 29.7 \| 30 km \| \| Q \| 42°18′S 30°06′E / -42.3, 30.1 \| 26 km \| \| R \| 41°30′S 25°54′E / -41.5, 25.9 \| 6 km \| \| Z \| 40°54′S 21°30′E / -40.9, 21.5 \| 24 km \| |          |
| Nicolai | Coordenadas | Diámetro |
| A       | 42°24′S 23°36′E / -42.4, 23.6 | 13 km    |
| B       | 43°12′S 25°18′E / -43.2, 25.3 | 13 km    |
| C       | 44°00′S 29°00′E / -44.0, 29.0 | 25 km    |
| D       | 41°42′S 25°30′E / -41.7, 25.5 | 6 km     |
| E       | 40°36′S 25°18′E / -40.6, 25.3 | 13 km    |
| G       | 42°48′S 22°24′E / -42.8, 22.4 | 11 km    |
| H       | 43°30′S 26°48′E / -43.5, 26.8 | 17 km    |
| J       | 40°30′S 22°00′E / -40.5, 22.0 | 8 km     |
| K       | 42°54′S 28°12′E / -42.9, 28.2 | 25 km    |
| L       | 44°06′S 25°36′E / -44.1, 25.6 | 13 km    |
| M       | 42°24′S 29°00′E / -42.4, 29.0 | 11 km    |
| P       | 43°06′S 29°42′E / -43.1, 29.7 | 30 km    |
| Q       | 42°18′S 30°06′E / -42.3, 30.1 | 26 km    |
| R       | 41°30′S 25°54′E / -41.5, 25.9 | 6 km     |
| Z       | 40°54′S 21°30′E / -40.9, 21.5 | 24 km    |